# Karl-Günther Bechem
Karl-Günther Bechem (n. 21 decembrie 1921, Hagen – d. 3 mai 2011, Hagen) a fost un pilot german de Formula 1, care a evoluat în Campionatul Mondial între anii 1952 și 1953.